# Oslo Domkirke
Oslo Domkirke hed oprindelig Vor Frelser Kirke og blev indviet i 1697. Kirken er Oslos tredje domkirke.
Kirken er en korskirke med det nord-øst gående skib som hovedskibet. Alterpartiet er placeret i den østre del og orglet i den vestre del. Kirken er oprindelig blevet bygget i barok stil, men fik i 1850 nygotisk interiør.
Altertavlen og prædikestolen kom på plads ved indvielsen i 1697. Den Store Nordiske Krig (1709-1720) satte imidlertid en stopper for det videre arbejde med interiøret. Først i 1720-erne kom kirkens første orgel på plads. Tårnuret kom på plads i 1718 og er Norges ældste igangværende kirkeur.
Kirken har gennemgået store forandringer. I 1850-erne skete der en større ombygning under ledelse af arkitekten Alexis de Chateauneuf, hvor kirken fik sit nuværende tårn og den nuværende kongeindgang i syd. Ligeledes blev store dele af barokinteriøret fjernet og erstattet med nygotisk interiør, dog med undtagelse af orgelfacaden.
I anledning af Oslos 900 års jubilæum i 1950 blev Oslo Domkirke restaureret på ny, under arkitekt Arnstein Arnebergs ledelse. Kirken blev herved i stor grad ført tilbage til sin barokke stil, hvor den oprindelige altertavle, prædikestol og døbefont blev ført tilbage på sin oprindelig placering. Hugo Lous Mohrs store loftsmaleri blev til i årene 1936-1950.
I dag er kirken hovedsæde for Oslo Stift og sognekirke for Oslo centrum. Den er tilmed landets rigskirke, hvorved en lang række officielle kirkelige handlinger foregår her.

## Interiør
- Interiør
- Kastens stod for bygningen af barokorglet i Oslo Domkirke i 1720-erne og det blev færdigt i 1727.
- Prædikestolen
- Altertavlen